# 火冠蜂鸟
火冠蜂鸟（学名：Sephanoides fernandensis），是雨燕目蜂鸟科的一种鸟类。
火冠蜂鸟体重约8.73克，翼长约75.8毫米，嘴峰长约22.6毫米，喙宽度约2.9毫米，喙厚度约2毫米，跗蹠长约9.3毫米，尾长约46.8毫米。火冠蜂鸟在其分布区内为留鸟，其栖息在半开放的高大树木组成的森林中，食性为草食性，主要食物来源是植物的花蜜。

## 亚种
火冠蜂鸟分布于智利近海的胡安-费尔南德斯群岛，有两个亚种：
- ：分布于魯賓遜克魯索島。
- ：分布于亚历杭德罗·塞尔扣克岛，已灭绝。[4]